# Розрядник

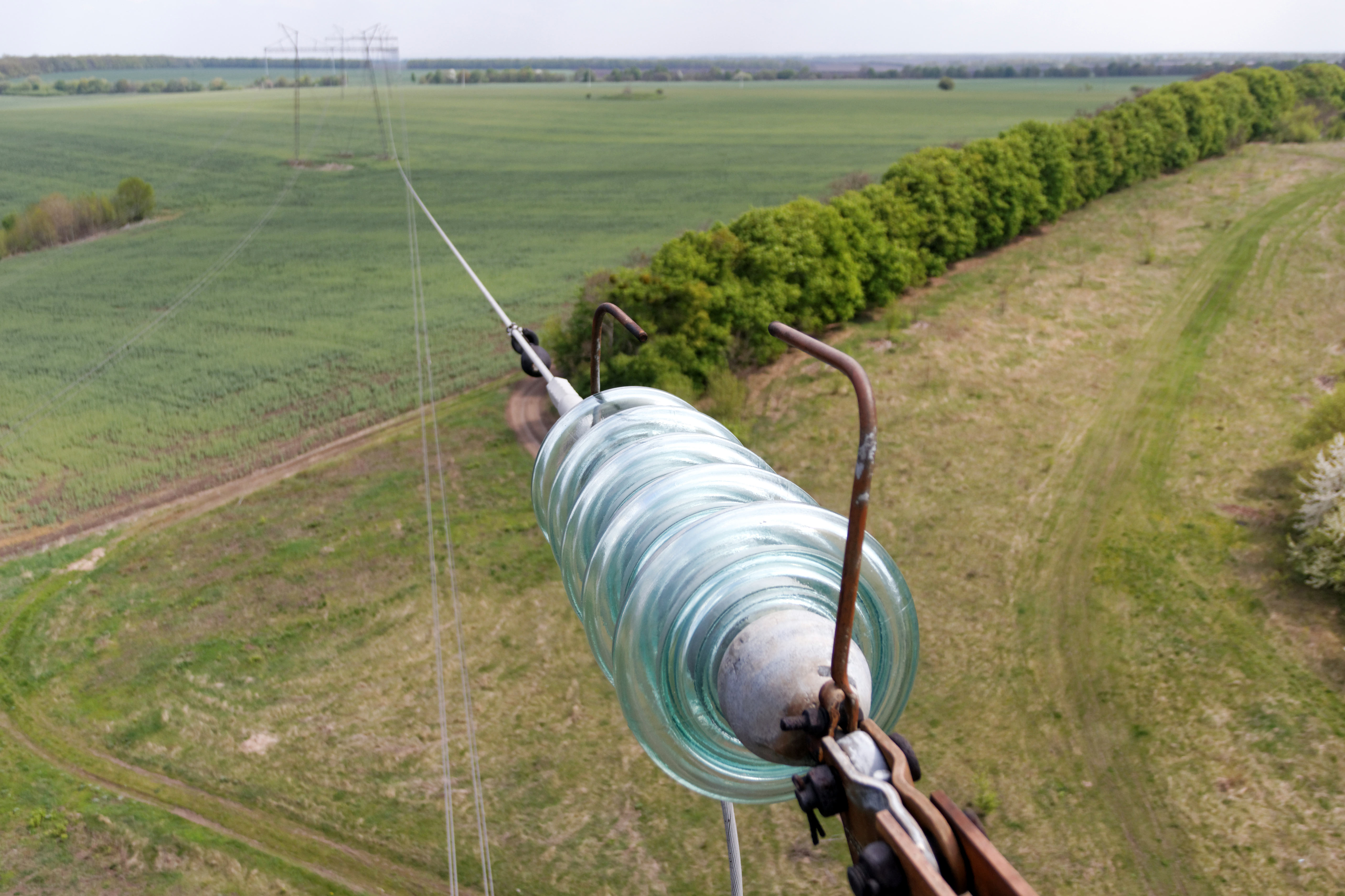
Кріплення грозотросу з іскровим розрядником на лінії 750кВ

Розря́дник (рос. разрядник; англ. spark-gap, surge arrester) — пристрій, що містить два чи декілька електродів, призначений для здійснення розряджання за певних умов.
Спочатку розрядником називали пристрій для захисту від перенапруг, який базується на технології іскрового проміжку. Потім, з розвитком технологій, для обмеження перенапруг почали застосовувати пристрої на основі напівпровідників і метал-оксидних варисторів, стосовно яких продовжують використовувати термін «розрядник».

## Загальна інформація
Під час роботи електричного обладнання, можуть виникати напруги, що суттєво перевищують номінальні значення (перенапруги). Вони здатні пробити електричну ізоляцію елементів обладнання з виходом його з ладу. Уникнути пробою, можна шляхом нарощування ізоляційних можливостей обладнання, але це приводить до суттєвого зростання його розміру та ваги. З метою зменшення маси ізоляції запроваджують обмеження напруги за допомогою розрядників і саму ізоляцію обладнання обирають за цим обмеженим значенням перенапруги.
Перенапруги, що виникають поділяють на дві групи: внутрішні (комутаційні) і атмосферні. Перші виникають при комутації елементів електричних кіл (котушок індуктивності, конденсаторів, довгих ліній), дугових замиканнях на землю та інших процесах. Вони характеризуються відносно низькою частотою напруги (до 1000 Гц) і тривалістю впливу до 1 с. Другі, виникають у разі впливу атмосферної електрики, мають імпульсний характер дії напруги і малу тривалість (десятки мікросекунд).

## Використання
Використовується для захисту електричної апаратури від перенапруги, викликаної грозовим розрядом блискавки або роботою самого обладнання. Один з електродів розрядника підключається до сигнального проводу або проводу електромережі (фаза чи нуль), а другий — на «землю».
Вимоги, що ставляться до розрядника:
- вольт-секундна характеристика розрядника повинна проходити нижче характеристики об'єкта, що підлягає захисту і повинна бути пологою;
- поріг спрацювання розрядника повинен мати гарантоване значення за промислової частоти (50 Гц) і при імпульсах;
- залишкова напруга на розряднику, що характеризує його обмежувальну здатність, не повинна досягати небезпечних для обладнання значень;
- струм що виникає при спрацюванні розрядника повинен відмикатись за мінімальний час;
- розрядник повинен допускати велике число спрацювань без обслуговування і ремонту.

## Види розрядників

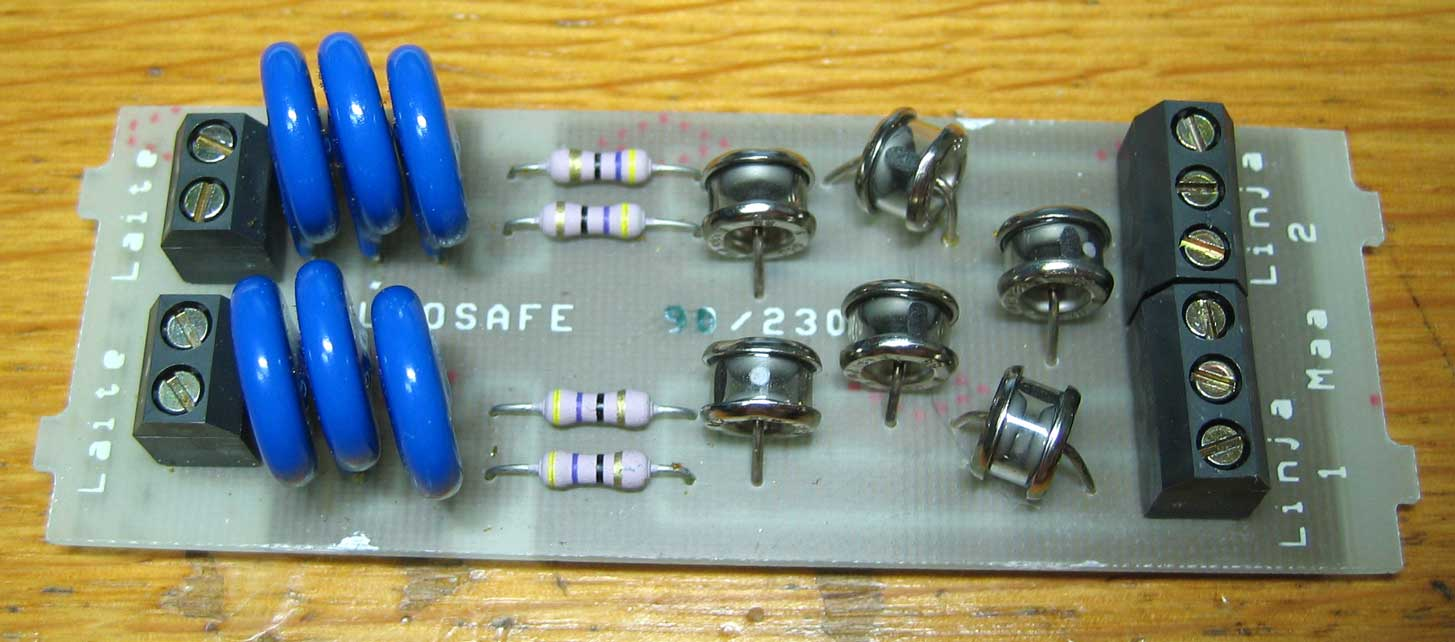
Типова низькопотужна плата з захистом від грозових розрядів.
Зверніть увагу на MOV-варистори (блакитні диски) і газорозрядники (маленькі сріблясті шпулі)

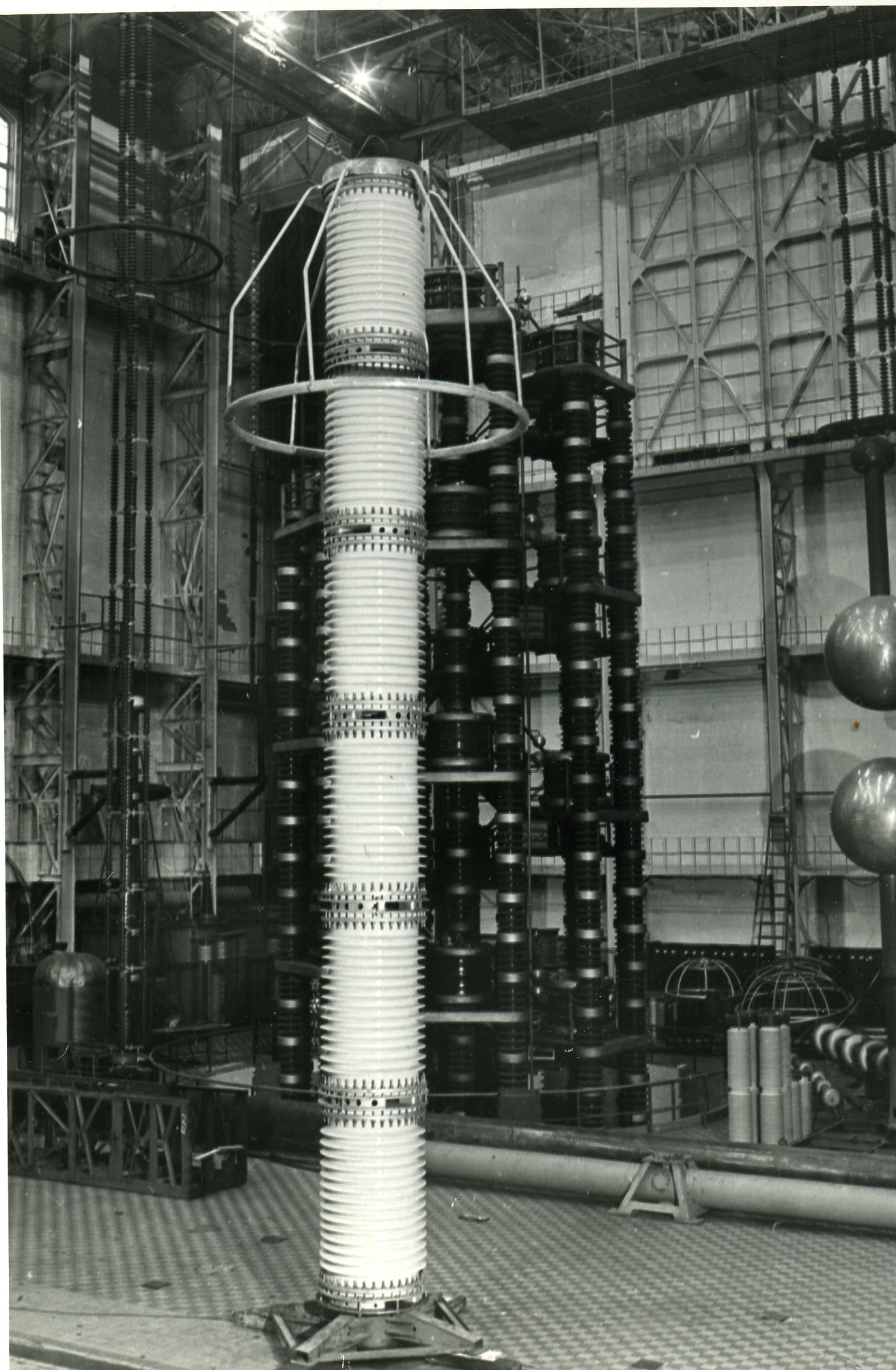
Вентильний розрядник РВМК-1150

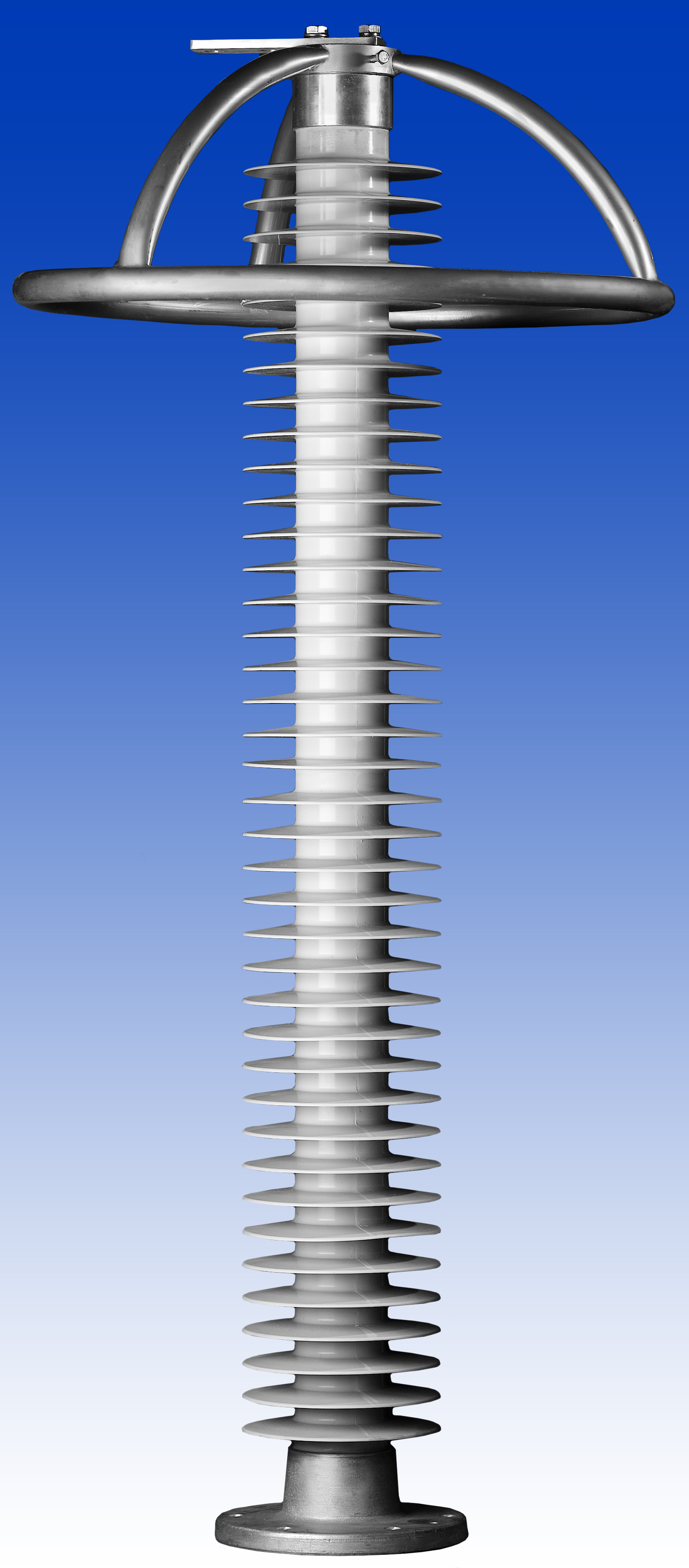
ОПН для мережі 110 кВ

### Розрядні роги, повітряний розрядник
Найпримітивніший тип конструкції розрядників, діелектриком у якому виступає повітря. Зазвичай являє собою додаткову арматуру на лініях високих, середніх та низьких напруг, спрацьовує як перший ступінь захисту у випадку прямих попадань блискавки у дроти електромережі або у грозозахисний трос. Може виконуватися у вигляді серії рогів задля створення контрольованості дуги та її відведення за допомогою серії рогів-вставок на безпечну відстань від інших конструкцій під напругою задля уникнення замикань та термічного руйнування ізоляторів. Недоліком такого виду розрядника є фактор варіабельної вологості та провідності повітря, важко передбачувана величина перенапруги, і, як наслідок, важкопрогнозований поріг спрацювання.

### Трубчастий повітряний розрядник
Повітряний розрядник виконується у вигляді дугогасної трубки з полімерів, здатних піддаватися термічній деструкції з виділенням значної кількості газів і без значного обвуглювання — поліхлорвінілу або оргскла (на початку XX століття, це була фібра), з різних кінців якої закріплені електроди. Один електрод заземлюється, а другий розташовується на певній відстані від нього (відстань визначає напруга спрацьовування, або пробою, розрядника) і має пряме електричне приєднання до об'єкту захисту. Під час пробою, в трубці виникає інтенсивна газогенерація (плазма), і через вихлопний отвір утворюється поздовжнє дуття, достатнє для гасіння дуги. У повітряному розряднику відкритого типу, викид плазмових газів здійснюється в атмосферу. Напруга пробою повітряних розрядників — понад 1 кВ.

### Газорозрядник
Конструкція і принцип дії ідентичні до повітряного розрядника. Електричний розряд відбувається в закритому просторі (керамічна газорозрядна трубка; англ. gas discharge tube - GDT), заповненому інертними газами, які іонізуються під дією перенапруги. Технологія електричного розряду в газонаповненому середовищі дозволяє забезпечити кращі швидкодію і умови гасіння розрядника. Напруга пробою газонаповненого розрядника — від 60 вольт до 5 кіловольт.
Газорозрядник може проводити більший за інші види струм, за тих же розмірів. Як MOV-варистори, газорозрядники мають очікувану довговічність, отже витримуюють, або невелику кількість великих перенапруг, чи значно більшу кількість — невеликих. Для газорозрядника, нетипова велика швидкість (500 В і більше за 100 нс). В деяких випадках, разом з ним треба використовувати і інші (наприклад TVS-діоди), які будуть виконувати шунтування поки почнеться іонізація.
Газорозрядники широко використовують в телекоммунікаційному обладнанні і електротехніці.

### Вентильний розрядник (тип РВ)
Вентильний розрядник складається з двох основних компонентів: багатоступеневого іскрового проміжку (що складається з декількох послідовно з'єднаних одиничних іскрових проміжків) і робочого резистора (який будується з послідовного набору вілітових дисків). Багаторазовий іскровий проміжок, послідовно з'єднано з робочим резистором. Через те, що віліт змінює характеристики при зволоженні, робочий резистор герметично відокремлюється від навколишнього середовища. Під час перенапруги багаторазовий іскровий проміжок пробивається, а завдання робочого резистора — знизити значення струму, що виникає, до величини, яка може бути успішно погашена іскровими проміжками. Віліт має особливу властивість — його опір є нелінійним — він зменшується зі зростанням сили струму. Ця властивість дозволяє пропустити більший струм за меншого падіння напруги. Завдяки цій властивості, вентильні розрядники і отримали свою назву. Серед інших переваг вентильних розрядників слід відзначити безшумність спрацьовування і відсутність викидів газу або полум'я.

### Магнітовентильний розрядник (тип РВМГ)
РВМГ складається з декількох послідовних блоків з магнітним іскровим проміжком і відповідного числа вілітових дисків. Кожен блок магнітних іскрових проміжків являє собою почергове з'єднання одиничних іскрових проміжків і постійних магнітів, укладену в порцеляновий циліндр.
При пробої в одиничних іскрових проміжках виникає дуга, яка за рахунок дії магнітного поля, що створюється кільцевим магнітом, починає обертатися з великою швидкістю, що забезпечує швидше, порівняно з вентильними розрядниками, дугогасіння.

### Нелінійний обмежувач перенапруг (тип ОПН)
Захисні властивості ОПН, як і вентильних розрядників (РВ) базується на нелінійності вольт-амперної характеристики їх робочих елементів, що забезпечують помітне зменшення опору за підвищених напруг і повернення до вихідного стану після зниження напруги до робочого значення. Низька нелінійність вольт-амперної характеристики робочих елементів у розрядниках, не дозволяла забезпечити одночасно і достатньо глибоке обмеження перенапруг і малий струм провідності при дії робочої напруги, від впливу якої, вдавалось відлаштуватись за рахунок уведення послідовно з нелінійним елементом, низки іскрових проміжків. Значно більша нелінійність оксидно-цинкових опорів варисторів в обмежувачах перенапруг ОПН, дозволила відмовитись від використання у їх конструкціях іскрових проміжків, тобто нелінійні елементи ОПН приєднані до мережі протягом усього терміну служби.
Станом на початок 2000-х років, вентильні розрядники практично зняті з виробництва і в більшості випадків, відслужили свій нормативний термін служби. Побудова схем захисту ізоляції обладнання як нових, так і модернізованих підстанцій, від грозових і комутаційних перенапруг тепер здійснюється з використанням ОПН.

## Позначення
На електричних принципових схемах розрядники позначаються за ГОСТ 2.727—68.

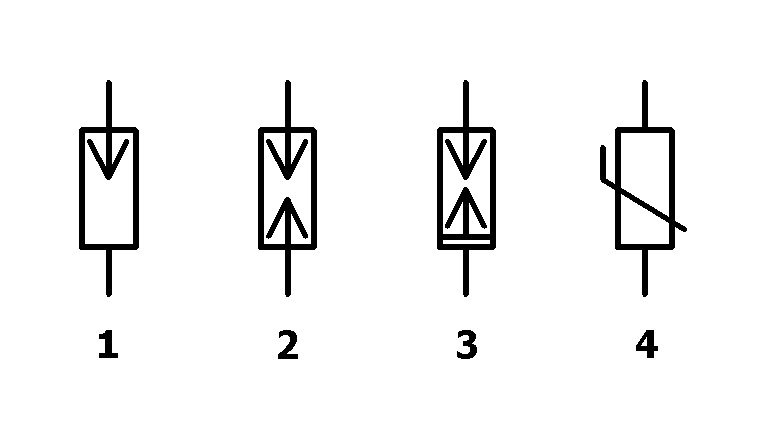
Умовні познаки розрядників:
1. Узагальнена познака розрядника
2. Розрядник трубчстий
3. Розрядник вентильний й магнітовентильний (РВ, РВМГ)
4. Нелінійний обмежувач перенапруг (ОПН)